# Herbert Quandt

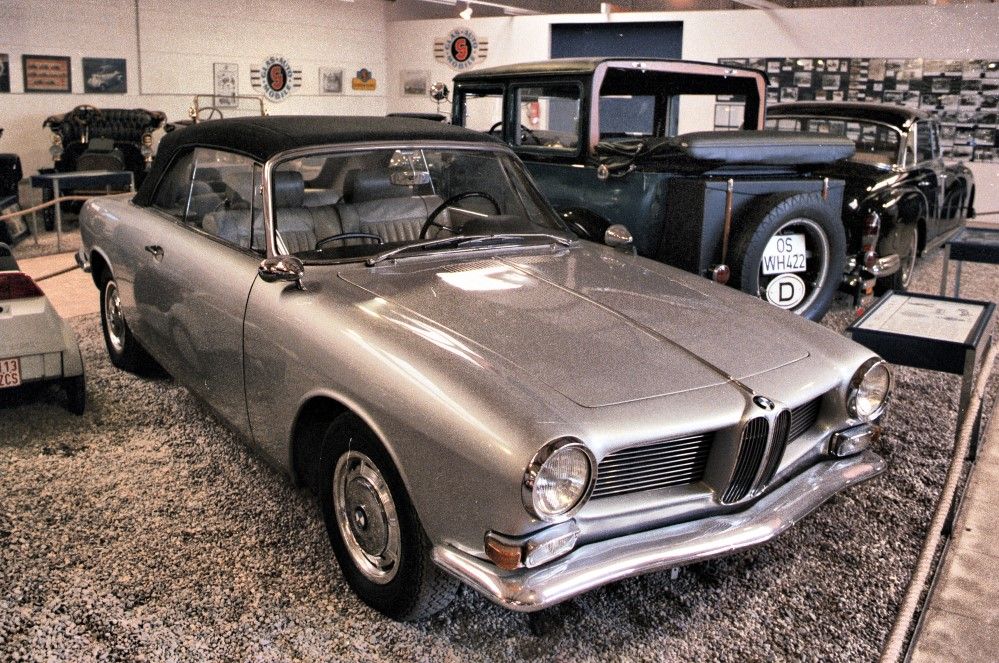
La BMW 3200 Cabriolet, realizzata da Bertone appositamente per Quandt

Herbert Werner Quandt (Pritzwalk, 22 giugno 1910 – Kiel, 2 giugno 1982) è stato un imprenditore tedesco, proprietario del gruppo AFA, Varta e BMW dalla fine degli anni '50 ad inizio anni '80 e noto per avere salvato e rilanciato tra la fine e degli anni '50 ed inizio '60 la BMW dal fallimento.

## Biografia
Nato a Pritzwalk, era secondogenito di Günther Quandt e Antonie "Toni" Quandt e fratellastro di Harald Quandt. I suoi figli Susanne Klatten e Stefan Quandt, nati dal suo terzo matrimonio, hanno ereditato gran parte del suo patrimonio e insieme detengono la maggioranza del gruppo BMW.